# (36682) 2000 RZ1
2000 RZ1 (asteroide 36682) é um asteroide da cintura principal. Possui uma excentricidade de 0.10769980 e uma inclinação de 4.48366º.
Este asteroide foi descoberto no dia 1 de setembro de 2000 por LINEAR em Socorro.